# Calycella induementicola
Calycella induementicola är en svampart som beskrevs av Graddon. Calycella induementicola ingår i släktet Calycella och familjen Helotiaceae.   Inga underarter finns listade i Catalogue of Life.